# 海軍爆撃隊
『海軍爆撃隊』（かいぐんばくげきたい）は、東宝映画が1940年（昭和15年）に製作した日本映画。文部省推薦。

## 概要
円谷英二が課長を務める特殊技術課による初の本格的特撮映画である。従来の戦記映画はドキュメンタリータッチのものが多かったが、本作品ではダイナミックなドラマ志向となり、本作品で初めて特撮班が編成され、本格的なミニチュア操演が行われた。本作品の成功が、後の『ハワイ・マレー沖海戦』を始めとする国策映画の製作に繋がっていったとされる。
現存するフィルムは47分程度の短縮版で、もともとは海軍軍事普及部を通じて販売が行われていた16ミリ版を、所有者が前半部分をカットしたものと云われている。発見時は劣化が激しく、大阪芸術大学の太田米男教授の下に持ち込まれ、デジタル技術を用いた復元作業がおこなわれた。

## キャスト
- 下村一整曹：佐山亮
- 栗本二整曹：藤田進
- 羽山一空曹：宇野重吉
- 鈴川二空曹：三木利夫
- 山田二空曹：津田光男
- 柴山三空曹：谷三平
- 中野大尉：手塚勝巳
- 飛行長：清川荘司
- 司令：浜田格
- 副長：柏原徹
- 軍医大尉：真木順
- 整備長：坂内永三郎
- 草間少尉：寺島新
- 中島兵曹長：岬洋二
- 帰還兵一：鉄一郎
- 帰還兵二：木下陽
- 帰還兵三：千葉一郎
- 帰還兵四：須田準太

## スタッフ
- 原作：北村小松
- 演出：木村荘十二
- 脚色：木村荘十二
- 製作：村治夫
- 撮影：三木茂
- 装置：安倍輝明、北川惠司
- 録音：前田健朔
- 音楽：早坂文雄
- 特殊撮影：円谷英二、奥野文太郎
- 特殊技術：円谷英二、木村荘十二
- 製作：東宝映画
- 配役：東宝映画東京撮影所